# 342844 Anabel
342844 Anabel este o planetă minoră (asteroid) din centura de asteroizi. A fost descoperită pe 22 decembrie 2008 la Observatorio de Calar Alto⁠(d) de Felix Hormuth⁠(d). 
Obiectul prezintă o orbită caracterizată de o semiaxă mare de 2,8054419319803 UAi, o excentricitate de 0,076657777002693, o înclinație de 6,080498862995 ° în raport cu ecliptica.